# سیاه‌مغان پایین
سیاه‌مغان پایین، روستایی در دهستان رهدار بخش مرکزی شهرستان رودان در استان هرمزگان ایران است.

## جمعیت
بر پایه سرشماری عمومی نفوس و مسکن در سال ۱۳۹۵، جمعیت این روستا برابر با ۴۹ نفر (۱۷ خانوار) بوده‌است.